# Soprano ostinato
Soprano ostinato (итал. сопра́но остина́то), выдержанная мелодия — мелодическое остинато в верхнем голосе многоголосной композиции. Вариации на soprano ostinato известны также как «глинкинские вариации». 

## Краткая характеристика
Тип вариационной формы на остинато в верхнем голосе гомофонной композиции в русской музыке успешно разрабатывал М. И. Глинка, отсюда расхожее в музыкальной науке название – «глинкинские вариации». Вариации на soprano ostinato получили распространение главным образом в русской опере XIX в., в номерах песенного характера (например, в хоре «Плывёт, плывёт лебёдушка» из IV действия оперы М. П. Мусоргского «Хованщина», в хоре «Поднялася с полуночи дружинушка» из III действия оперы «Сказание о невидимом граде Китеже» Н. А. Римского-Корсакова). Изредка вариации на выдержанную мелодию встречаются в западноевропейской музыке XVIII– XIX вв. (Й. Гайдн. Струнный квартет ор. 76 № 3, II часть) и в музыке XX века («Болеро» М. Равеля; «Requiem aeternam» из Реквиема А. Г. Шнитке).
В ходе варьирования мелодия (в том числе её ритмическое оформление) остаётся неизменной, при том что фактура, инструментовка (оркестровка), гармония от одного проведения мелодии к другому её проведению меняются. Так происходит, например, в Персидском хоре из III действия оперы Глинки «Руслан и Людмила», где основная тональность E-dur выдерживается в теме и первых двух вариациях, в третьей же вариации происходит перегармонизация мелодии (cis-moll, параллельный минор). В редких случаях мелодия при повторении транспонируется (хор «Высота ли, высота поднебесная» из 4-й картины оперы «Садко» Римского-Корсакова), а также переносится из верхнего голоса в другой регистр.